# Costus giganteus
Costus giganteus là một loài thực vật có hoa trong họ Costaceae. Loài này được Welw. ex Ridl. mô tả khoa học đầu tiên năm 1887.